# Età del ferro
L'Età del Ferro indica, in base al sistema delle tre età, un periodo della preistoria o protostoria europea caratterizzato dall'utilizzo della metallurgia del ferro, soprattutto per la fabbricazione di armi e utensili, e che abbraccia grosso modo un periodo che va dalla fine del II millennio a tutto il I millennio a.C. (inizia intorno al XIII secolo a.C. nel mondo mediterraneo e nel Vicino Oriente; tra il IX e l'VIII secolo a.C. nell'Europa settentrionale). L'adozione di questo nuovo materiale spesso coincide con altri mutamenti nella società, non escluse le divergenti pratiche agricole, credenze religiose e stili artistici.

## Generalità
L'età del ferro è l'ultimo dei periodi principali nel sistema tripartito usato per la classificazione delle società preistoriche. In Europa e nel Vicino Oriente segue all'età del bronzo e, limitatamente alla prima, precede l'ingresso della cultura considerata nel periodo storico, nel quale sono cioè presenti fonti scritte. L'età del ferro inizia intorno al XIII secolo a.C. nel mondo mediterraneo e tra il IX e l'VIII secolo a.C. nell'Europa settentrionale.
Come per gli altri periodi della preistoria i suoi limiti cronologici variano considerevolmente secondo il contesto geografico e culturale. Alcune civilizzazioni non hanno mai conosciuto l'età del ferro, pur avendo uno sviluppo sociale e/o tecnico notevole, come nel caso delle civiltà precolombiane.
Oggi pertanto si tende ad indicare con età del ferro non una fase cronologica o uno stadio evolutivo, ma la presenza di una tecnica che influenzò profondamente e in modo duraturo la società di alcune culture, in particolar modo in Europa. In particolare tra le civiltà che conobbero il ferro ci sono:
1. i Dori nella Grecia arcaica;
2. gli Etruschi Villanoviani in Etruria (nell'attuale Toscana, a Tarquinia, nel Lazio, nella Pianura Padana, ed in Campania);
3. i Piceni nelle attuali Marche ed Abruzzo settentrionale;
4. i Latini nel Lazio antico (Latium vetus);
5. i Sanniti in Italia centro-meridionale (Abruzzo meridionale, intero Molise, aree nord-orientali della Campania, alcune zone interne del Lazio sud-orientale e della Puglia e Basilicata nord-occidentali)
6. i Veneti nell'area ad est di Verona;
7. i Celti, con le culture di Hallstatt e di La Tène;
8. i Germani;
9. i Nuragici in Sardegna;
10. i cosiddetti Popoli del Mare nel Vicino Oriente.

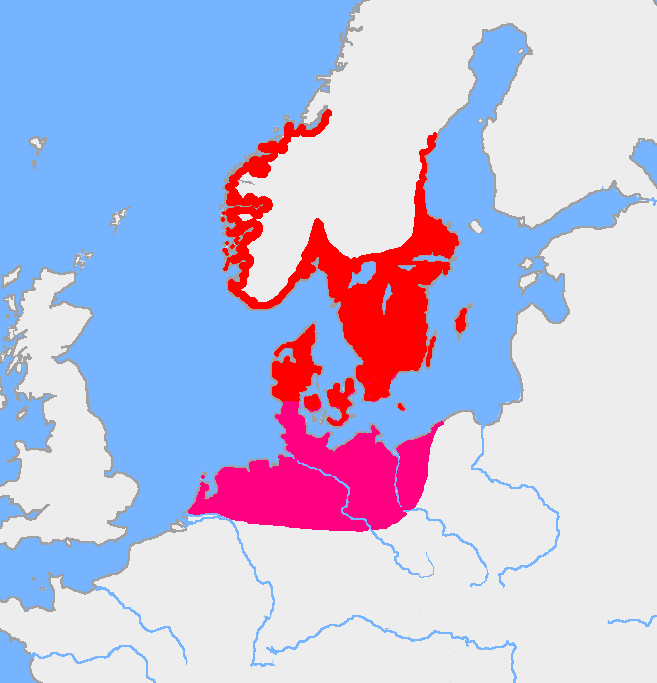
Mappa delle culture di lingua proto-germanica nell'età del ferro

In mancanza di conoscenze più vaste sulle comunità politiche e culturali dell'età del ferro, è la cultura materiale che ci consente di definire in questo periodo dei grandi insiemi geografici in Europa, all'interno dei quali i materiali presentano una notevole omogeneità, sia dal punto di vista della tecnica che da quello delle decorazioni. Queste culture, che persistono per tutta l'età del ferro, pur espandendosi o contraendosi a seconda delle circostanze, comprendono:
- culture atlantiche in Gran Bretagna, regione vallone, ovest della Francia, regione basca;
- culture nordiche nelle Fiandre, in Danimarca, in Scandinavia
- culture polacche in Polonia e nei Carpazi settentrionali
- culture nord-alpine nelle regioni francesi alpine e in Svizzera
- culture iberiche nella Penisola Iberica, tranne che in Portogallo e nella regione basca;
- culture italiche in Italia a sud delle Alpi
- culture carpatiche nel bacino danubiano e nei Carpazi.
- culture greche in Grecia e nelle regioni egee, compresa Creta.

### Date

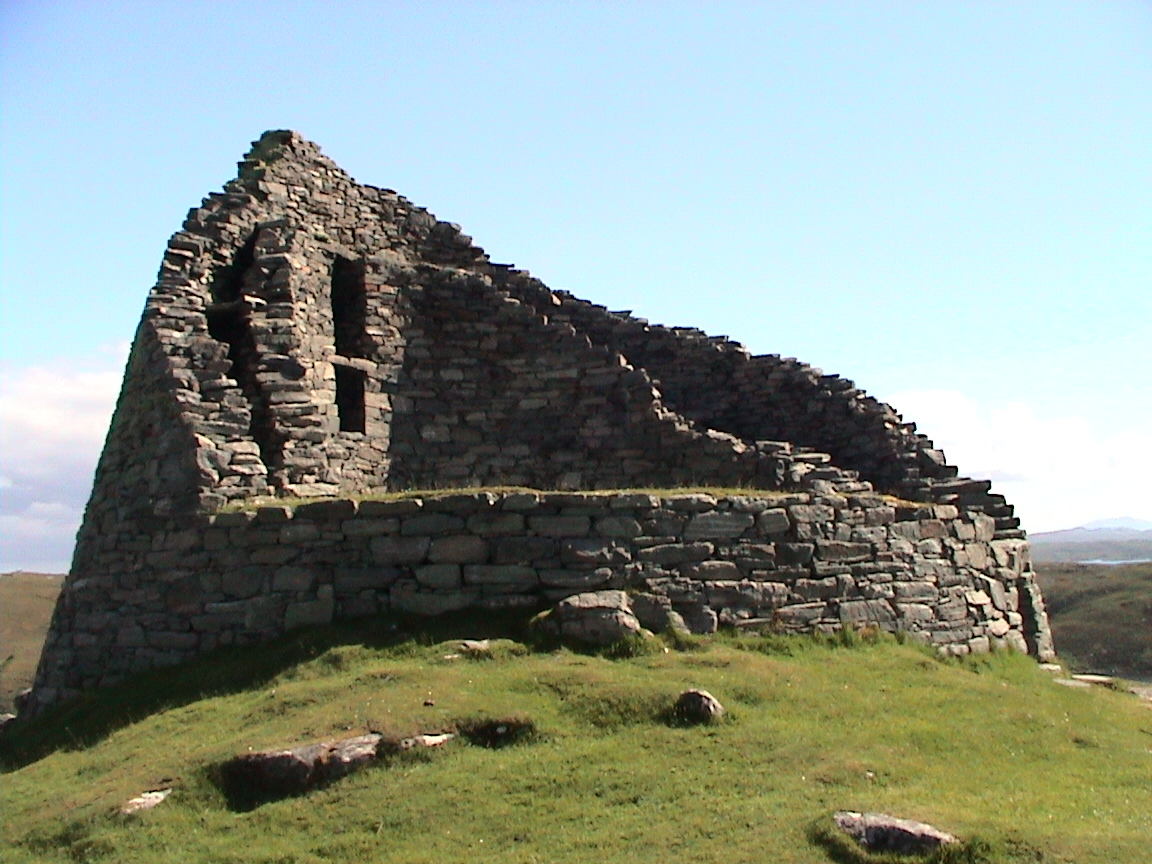
Il broch Dun Carloway, a Carloway, nell'isola di Lewis, Scozia

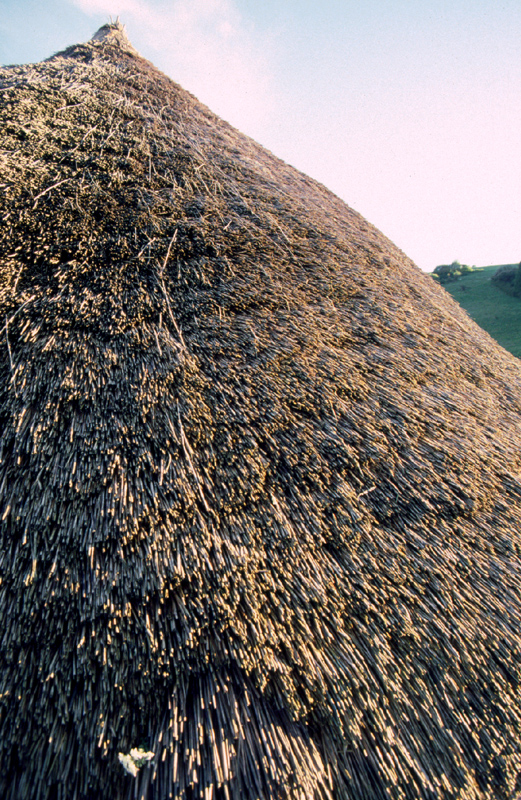
Un tetto di paglia dell'età del ferro, Butser Farm, Hampshire, Inghilterra

Classicamente, l'inizio dell'età del ferro viene fatta risalire ai principi del XII secolo a.C. nelle antiche civiltà del Vicino Oriente antico, Iran, India (con la civiltà vedica post-rigvedica), e Grecia (con il cosiddetto medioevo ellenico o età buia). In altre regioni d'Europa, essa inizia molto più tardi: nell'VIII secolo a.C. nell'Europa centrale e nel VI secolo a.C. nell'Europa settentrionale. L'uso del ferro, con il processo di estrazione-fusione e forgiatura di strumenti, appare nell'Africa occidentale verso il 1200 a.C., facendo di essa uno dei primi luoghi di nascita dell'età del ferro. (Si è creduto che il ferro meteoritico, o la lega ferro-nichel, venisse usato da vari popoli antichi migliaia di anni prima dell'età del ferro, poiché, essendo nel suo nativo stato metallico, non richiedeva l'estrazione-fusione dal minerale.)
L'età del ferro viene divisa in due sottosezioni, Ferro I e Ferro II. Il Ferro I (1200–1000 a.C.) manifesta sia continuità che discontinuità con la precedente tarda età del bronzo. Non c'è nessuna rottura culturale definitiva tra il XIII ed il XII secolo a.C. per tutta l'intera regione, benché alcune nuove caratteristiche nelle regioni collinari, Transgiordania e zone costiere possano suggerire l'apparizione di aramei e popoli del mare. C'è evidenza, tuttavia, di una forte continuità con la cultura dell'età del bronzo, sebbene, man mano che ci si addentri nel periodo del Ferro I, la cultura inizia a divergere in modo più significativo da quella del tardo II millennio a.C..
Si dice di solito che l'età del ferro si concluda nel bacino del Mediterraneo con l'inizio della tradizione storica, durante l'ellenismo e l'Impero romano, in India con il sorgere del buddismo e giainismo, in Cina con l'inizio del confucianesimo, e nell'Europa settentrionale con l'Alto Medioevo.
L'arrivo dell'uso del ferro in varie aree verrà discusso in modo più dettagliato nelle sezioni sottostanti, in ordine non strettamente cronologico.

### Uso del ferro nell'età del bronzo
Nella media età del bronzo, un crescente numero di oggetti in ferro fuso (distinguibili dal ferro meteoritico per la mancanza di nichel) cominciò ad apparire in tutta l'Anatolia, la Mesopotamia, il subcontinente indiano, il Levante, il Mediterraneo e l'Egitto. Alcune fonti propongono che il ferro fosse un sottoprodotto casuale della raffinazione del rame, come ferro spugnoso, e non riproducibile tramite la metallurgia del tempo.
La più antica produzione sistematica e uso di utensili in ferro inizia in Anatolia. Si è ipotizzato che la produzione africana di ferro sia iniziata pressappoco nello stesso tempo, e possibilmente anche prima dell'Anatolia, ma recenti scoperte suggeriscono che la lavorazione del ferro apparve in Anatolia fin dal 2000 a.C.. Le attuali ricerche archeologiche nella valle del Gange, India, hanno attestato la lavorazione del ferro dal 1800 a.C. Dal 1200 a.C., il ferro veniva ampiamente usato in Medio Oriente, ma senza soppiantare per qualche tempo il dominante utilizzo del bronzo.

### Transizione dal bronzo al ferro
Il bronzo era precedentemente usato per fare utensili, dato che il suo punto di fusione è più basso di quello dell'acciaio. L'età del ferro inizia con lo sviluppo di tecniche di fusione a temperature più alte. Durante l'età del ferro, i migliori utensili e armi erano fatti d'acciaio, una lega costituita da ferro e carbonio (dallo 0,02% all'1,7% del peso complessivo). Le armi in acciaio e gli strumenti erano pressappoco dello stesso peso di quelli in bronzo, ma più robusti. Tuttavia, l'acciaio era difficile da produrre con i metodi allora disponibili. Perciò, molti utensili in ferro erano forgiati in ferro battuto.

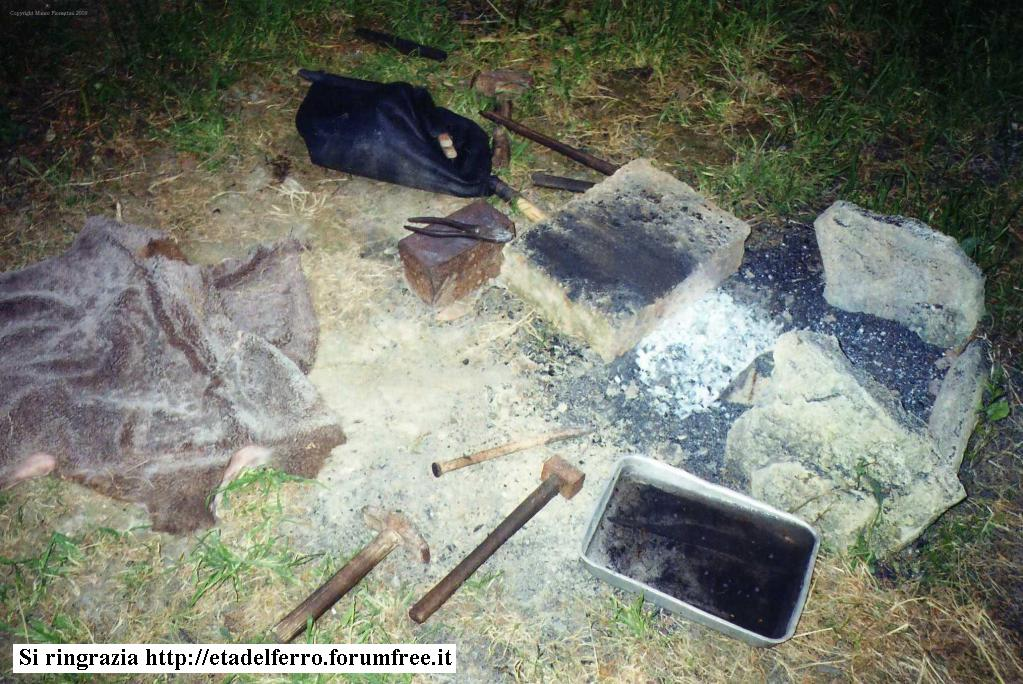
La ricostruzione sperimentale di una forgia dell'età del ferro.

Il ferro battuto è più debole del bronzo, ma poiché esso era meno costoso, e più facile da affilare, veniva usato comunque. Il ferro di per sé è un metallo soddisfacentemente robusto, anche senza costituire leghe con altre sostanze addizionali (sebbene potrebbe essere ulteriormente irrobustito per mezzo della tempra o con piccole quantità di acciaio saldato alle parti soggette a logorio come i bordi). Il bronzo, d'altra parte, richiede rame e stagno, meno reperibili rispetto al ferro. Inoltre, il ferro può essere affilato tramite molatura laddove il bronzo deve essere riforgiato.
Intorno al 1800 a.C., per ragioni ancora sconosciute agli archeologi, lo stagno divenne scarso nel Levante, causando il declino della produzione del bronzo. Anche il rame venne ad essere di difficile approvvigionamento. Da questo stato di cose si vennero a formare gruppi di pirati nell'area Mediterranea che, dal 1800–1700 a.C. in avanti, iniziarono ad attaccare le città fortificate in cerca di bronzo, per poterlo rifondere e ricavarne armamenti.
Il bronzo era molto più abbondante prima del periodo di tempo che va dal XII al X secolo, e Snodgrass suggerisce che una carenza di stagno, come risultato della distruzione del commercio nel Mediterraneo di questo tempo, forzò i popoli a cercare un'alternativa al bronzo. Un'evidenza di questo è il fatto che molti oggetti in bronzo, durante questo periodo, vennissero riciclati per farne armi.

## Asia

### Vicino Oriente antico
Si ritiene che l'età del ferro nel Vicino Oriente antico sia iniziata con la scoperta delle tecniche di estrazione-fusione e lavorazione del ferro in Anatolia o nel Caucaso nel tardo II millennio a.C. (circa 1300 a.C.).
L'uso di armi in ferro, invece che di bronzo, si espanse rapidamente in tutti i territori del Vicino Oriente e dell'Asia sud-occidentale dall'inizio del I millennio a.C. Gli anatolici, dal 1500 a.C. in poi, avevano iniziato a forgiare armi a base di ferro, che risultavano comunque superiori a quelle ordinarie in bronzo.
È stata avanzata l'ipotesi che le armi in ferro usate dagli Ittiti siano state un fattore determinante per la loro rapida ascesa permettendo così la creazione di un Impero.  Il vicino Egeo fu l'area dove per prima si sviluppò la tecnologia del ferro, espandendosi simultaneamente sia in Asia che in Europa, agevolata dall'espansione ittita. I cosiddetti Popoli del Mare vengono spesso associati all'introduzione della tecnologia del ferro in Asia, come lo sono i Dori per la Grecia.
Nel Primo libro di Samuele si racconta che i Filistei mantennero il monopolio sulla lavorazione del ferro, tenendo i loro vicini israeliti in inferiorità militare e dipendenza economica. Un importante obiettivo della prolungata lotta contro i Filistei era quello di ottenere la tecnologia per la lavorazione del ferro, obiettivo che sarebbe stato portato a termine successivamente da Re Davide.
(Primo libro di Samuele, 13, 19-20, Bibbia Diodati)
Reperti in ferro

Primi esempi e distribuzione di reperti metallici non preziosi.
| Data                       | Creta | Egeo | Grecia | Cipro | Totale | Anatolia | Totale complessivo |
| -------------------------- | ----- | ---- | ------ | ----- | ------ | -------- | ------------------ |
| 1300–1200 a.C.             | 5     | 2    | 9      | 0     | 16     | 33       | 65                 |
| 1200–1100 a.C.             | 1     | 2    | 8      | 26    | 37     | N.A.     | 74                 |
| 1100–1000 a.C.             | 13    | 3    | 31     | 33    | 80     | N.A.     | 160                |
| 1000 – 900 a.C.            | 37    | 30   | 115    | 29    | 140    | N.A.     | 211                |
| Età del bronzo complessiva | 5     | 2    | 9      | 0     | 16     | 33       | 65                 |
| Età del ferro complessiva  | 51    | 35   | 163    | 88    | 337    | N.A.     | 511                |

### Subcontinente indiano
I siti archeologici in India, come Malhar, Dadupur, Raja Nala Ka Tila e Lahuradewa nell'attuale Uttar Pradesh mostrano utensili in ferro risalenti al periodo 1800 a.C. – 1200 a.C. Alcuni studiosi ritengono che già agli inizi del XIII secolo a.C. la fusione del ferro fosse praticata su grande scala in India, suggerendo che la data dell'inizio della tecnologia possa essere precedente.
L'India all'inizio del I millennio a.C. vide estesi sviluppi nella metallurgia che, durante questo periodo di insediamenti pacifici, raggiunse un buon livello di maestria e progresso tecnologico. Un centro per la lavorazione del ferro nell'India orientale viene datato al I millennio a.C.
Nell'India meridionale (attuale Mysore) il ferro apparve già tra il XII e l'XI secolo a.C.; questi sviluppi furono però troppo prematuri per produrre contatti significativi e stretti con il nord-ovest della regione.
Le Upanishad indiane menzionano tessitura, ceramica e metallurgia.
Il periodo mauryano indiano vide progressi nel campo della metallurgia.
Già nel 300 a.C., e certamente entro il 200 d.C., nell'India meridionale veniva prodotto un acciaio di alta qualità, quello che più tardi sarebbe stato chiamato acciaio di crogiolo. In questo sistema, ferro battuto (di elevata purezza), carbone vegetale e vetro venivano mischiati in un crogiolo e riscaldati fino a che il ferro non fondeva assorbendo il carbone.

### Cina
Nel 1972, vicino alla città di Gaocheng (藁城) nel Shijiazhuang (attuale provincia di Hebei), venne ritrovata in uno scavo un'ascia di guerra (铁刃青铜钺) in bronzo munita di lama di ferro risalente al XIV secolo a.C.. Gli esami scientifici mostrarono che il ferro dell'ascia era costituito da siderite meteoritica. L'età del ferro nell'Est asiatico viene tuttavia fatta iniziare quando oggetti in ferro cominciarono ad apparire nell'attuale Xinjiang, tra il X e il VII secolo a.C., come quelli trovati nel sito cimiteriale di Chawuhukou.  Presto seguì lo sviluppo della metallurgia del ferro nella pianura della Manciuria nel IX secolo a.C., e pervenne nella valle dello Yangzi verso la fine del VI secolo a.C. I pochi oggetti furono trovati a Changsha e Nanjing. In base alla camera mortuaria l'evidenza suggerisce che l'uso iniziale del ferro a Lingnan appartiene alla metà del tardo periodo dei regni combattenti (dal 350 a.C. circa).
Le tecniche usate a Lingnan sono una combinazione dello stampo bivalve di chiara tradizione meridionale e l'incorporazione di tecnologia di stampo(piece mould) dello Zhongyuan. I prodotti della combinazione di questi due periodi sono campane, vasi, armi e ornamenti, oltre che pezzi sofisticati.
Una cultura dell'età del ferro dell'altopiano tibetano è stata associata come ipotesi alla cultura di Zhang Zhung descritta nelle scritture tibetane.

### Giappone
Il periodo Yayoi (弥生時代?, Yayoi-jidai) è un'età nella storia del Giappone compresa all'incirca nell'arco di tempo che va dal 500 a.C. al 300 d.C.  Le peculiarità del periodo Yayoi comprendono la comparsa di nuovi stili di ceramica e l'inizio della coltivazione intensiva del riso nelle risaie. Succeduta al periodo Jōmon (dal 14.000 a.C. al 500 a.C.), la cultura Yayoi fiorì in un'area geografica che va dal Kyūshū meridionale all'Honshū settentrionale.
Il successivo periodo Kofun (古墳時代?, Kofun-jidai) durò pressappoco dal 250 d.C. al 538 d.C. La parola kofun è l'equivalente giapponese della sepoltura a tumulo databile in questo periodo.  Il Kofun e il successivo periodo Asuka sono talvolta indicati collettivamente come periodo Yamato.

Si ritiene che gli oggetti in ferro come utensili, armi e piccoli oggetti decorativi, siano entrati in Giappone in questo periodo o nel tardo Yayoi, molto probabilmente attraverso contatti con la penisola coreana e la Cina.

### Corea

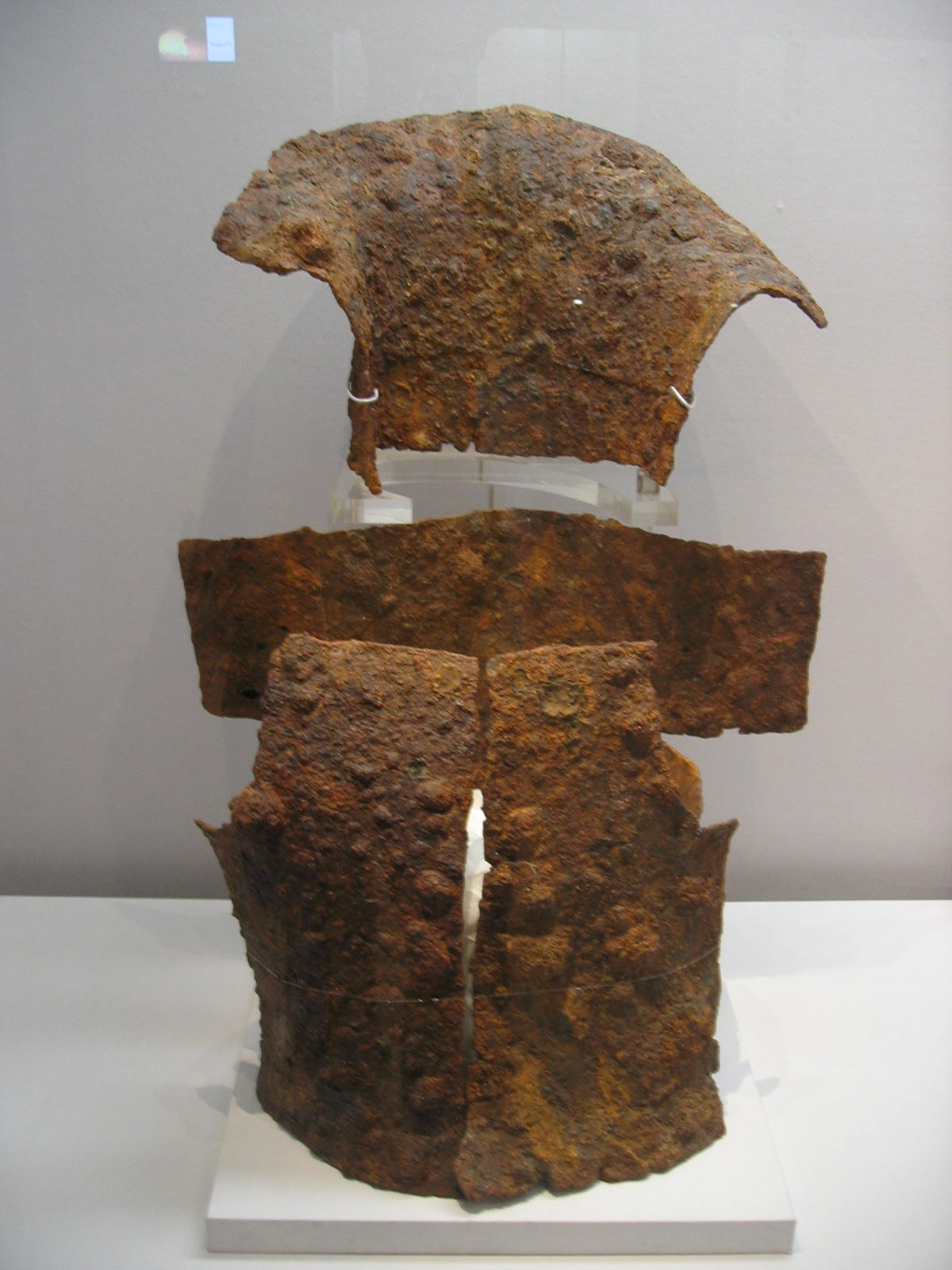
"Corazza" del Regno di Silla con protezione per il collo, Museo nazionale della Corea.

Gli oggetti in ferro vennero introdotti nella penisola coreana attraverso il commercio con i piccoli regni (dominii) e le società-stato nell'area del Mar Giallo nel IV secolo a.C., proprio alla fine del periodo dei regni combattenti, ma prima che iniziasse la dinastia Han occidentale. Yoon propone che il ferro fosse dapprima introdotto nei dominii localizzati lungo le valli dei fiumi nord-coreani che sfociano nel Mar Giallo, come il Cheongcheon e il Taedong. La produzione del ferro fu rapidamente avviata nel II secolo a.C., e utensili in ferro erano in uso presso gli agricoltori dal I secolo d.C. nella Corea meridionale. Le più antiche asce di ghisa conosciute nella Corea si trovano nel bacino del fiume Geum. Il tempo nel quale inizia la produzione del ferro è lo stesso in cui sorgono i complessi dominii della Corea proto-storica (Samhan), precursori degli antichi stati come Silla, Baekje, Goguryeo, e Gaya In questo periodo, i lingotti di ferro erano un importante elemento mortuario e indicavano la ricchezza o prestigio del deceduto.

## Africa sub-sahariana

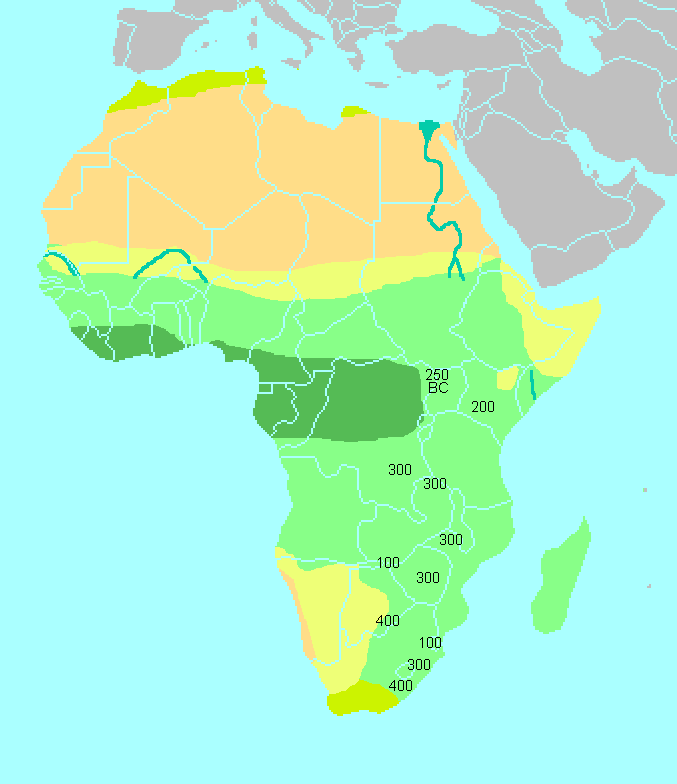
Mappa dei ritrovamenti dell'età del ferro nell'Africa orientale e meridionale, risalenti all'espansione Bantu, all'inizio del I millennio a.C.

Gli abitanti di Termit, nel Niger orientale, furono i primi a padroneggiare la metallurgia del ferro nell'Africa occidentale e tra i primi al mondo, intorno al 1500 a.C. La lavorazione del ferro e del rame continuò poi a diffondersi verso sud attraverso il continente, arrivando fino al Capo di Buona Speranza intorno al 200 d.C. La diffusione dell'uso del ferro apportò un radicale cambiamento alle comunità agricole di lingua bantu che lo adottarono, consentendo loro di scacciare e assorbire le comunità di cacciatori-raccoglitori, che utilizzavano ancora gli utensili in pietra, e che incontravano durante la loro espansione alla ricerca di aree più vaste di savana da coltivare.
 I popoli di lingua Bantu tecnologicamente superiori, si estesero su tutta l'Africa meridionale diventando ricchi e potenti, e producendo in grande quantità il ferro per fabbricare utensili ed armi.
In aggiunta al ferro battuto, nella Tanzania nord-occidentale furono trovati primitivi esempi di acciaio al carbonio prodotti intorno a 2000 anni fa, che sfruttavano complessi principi di preriscaldamento. Questi ritrovamenti, secondo gli archeologi Schmidt e Avery (autori della scoperta), sono significativi per la storia della metallurgia.

## Europa
La lavorazione del ferro venne introdotta in Europa intorno al 1000 a.C., probabilmente dall'Asia Minore e lentamente si diffuse verso nord e ovest per i successivi 500 anni.

### Europa orientale
L'inizio del I millennio a.C. segna l'età del ferro nell'Europa orientale. Nelle steppe pontiche e nella regione caucasica, l'età del ferro inizia dal 900 a.C. circa con le culture di Koban e Chernogorovka e Novočerkassk, venendo ad espandersi nell'800 a.C. nella Hallstatt C attraverso le presunte migrazioni "tracio-cimmere".
Insieme alle culture di Chernogorovka e Novocherkassk, sul territorio della Russia antica e Ucraina, l'età del ferro ha una significativa estensione associata agli sciti, che svilupparono la cultura del ferro fin dal VII secolo a.C.. La maggioranza dei resti della loro produzione siderurgica e della lavorazione del ferro, dal V al III secolo a.C., vennero trovati vicino a Nikopol nel Kamenskoe Gorodishche, ipotizzata come una regione metallurgica specializzata dell'antica Scizia.
Dalla cultura di Hallstatt, l'età del ferro si diffonde a ovest con l'espansione celtica, a cominciare dal VI secolo a.C.. In Polonia, l'età del ferro raggiunse la tarda cultura lusaziana pressappoco durante il VI secolo a.C., seguita in alcune aree dalla cultura pomeraniana.
Le attribuzioni etniche di molte culture dell'età del ferro sono state aspramente disputate, poiché le radici dei popoli germanici, baltici e slavi vennero cercate in quest'area.

### Europa centrale
Nel Centro Europa, l'età del ferro viene generalmente divisa in:
- cultura di Hallstatt, antica età del ferro (HaC e D, 800 – 450 a.C.)
- cultura di La Tène, tarda età del ferro (iniziante nel 450 a.C.).

L'età del ferro termina con la conquista romana.

### Italia
In Italia, l'età del ferro venne introdotta dalla cultura villanoviana, che segue la precedente fase, del Bronzo, detta proto-villanoviana, e che è documentata in Toscana, Lazio settentrionale e centrale, alcune aree dell'Emilia-Romagna, in particolare il bolognese e l'area intorno Verucchio, Fermo nelle Marche e alcune aree della Campania, come Capua e Pontecagnano.
Nel nord Italia, inoltre, fiorisce la cultura di Golasecca, diffusa principalmente in Lombardia e in Piemonte, mentre nell'Italia nord-orientale è documentata la Civiltà atestina, particolarmente accentrata nel Veneto. Tra Trentino ed Alto-Adige sono testimoniante nella prima età del Ferro la cultura di Luco-Meluno e, nella seconda età del Ferro, la cultura di Fritzens-Sanzeno.
Nelle aree non caratterizzate dalla cultura villanoviana di Umbria e Lazio sono documentate la cultura di Terni per l'Umbria, e la cultura laziale per l'area a sud di Roma, la prima caratterizzata da inumazione e tombe a fossa, mentre nella seconda prevale l'incinerazione.
Sulla costa medio-adriatica è documentata la civiltà picena, mentre il resto delle aree di Umbria e Lazio, dove non sono documentate le già menzionate facies del Ferro, così come per la Campania e la Calabria, prevale la cultura delle tombe a fossa.

### Isole britanniche
Nelle isole britanniche, l'età del ferro durò all'incirca dall'800 a.C. fino alla conquista romana e fino al V secolo d.C. nelle zone non-romanizzate. 
I nomi delle tribù dell'età del Ferro in Britannia sono ricordate dagli storici e geografi romani e greci, soprattutto Claudio Tolomeo.
Le costruzioni risalenti a questo periodo di tempo sono spesso impressionanti, come per esempio i broch e i dun della Scozia settentrionale e le fortificazioni (hill fort) di cui sono cosparse le isole.
Uno dei più noti manufatti dell'Età del ferro nelle Isole Britanniche è lo Scudo di Battersea, conservato al British Museum.

### Europa settentrionale
L'età del ferro viene divisa in età del ferro pre-romana ed età del ferro romana. Questa è seguita dal periodo migratorio (invasioni barbariche). Germania settentrionale e Danimarca erano dominate dalla cultura di Jastorf, mentre la cultura della parte meridionale della Scandinavia era dominata da quella molto simile dell'età del ferro gregana.
L'antica produzione di ferro scandinavo coinvolge generalmente la raccolta del cosiddetto ferro di palude.  Nei paesi baltici la Finlandia e l'Estonia mostrano molto precocemente una sofisticata produzione di ferro, ma una datazione più precisa è attualmente impossibile. L'arco di tempo varia dal 3000 al 2000 BP. Questa conoscenza viene associata alla parte della Scandinavia non-germanica. La metallurgia e il vasellame in asbesto-ceramica sono piuttosto sinonimi nella Scandinavia a causa della capacità di questa ceramica di resistere e trattenere calore. Si ritiene che il minerale ferroso usato fosse la sabbia ferrosa (come il suolo rosso), poiché il suo alto contenuto di fosforo può essere identificato nelle scorie che vengono trovate talvolta insieme alle asce di asbesto-ceramica appartenenti alla cultura di Ananjino. Il vasellame di asbesto-ceramica rimane un mistero, poiché ci sono altri vasi adiabatici il cui uso è sconosciuto.